# Räuberhöhle (Mollramer Wald)

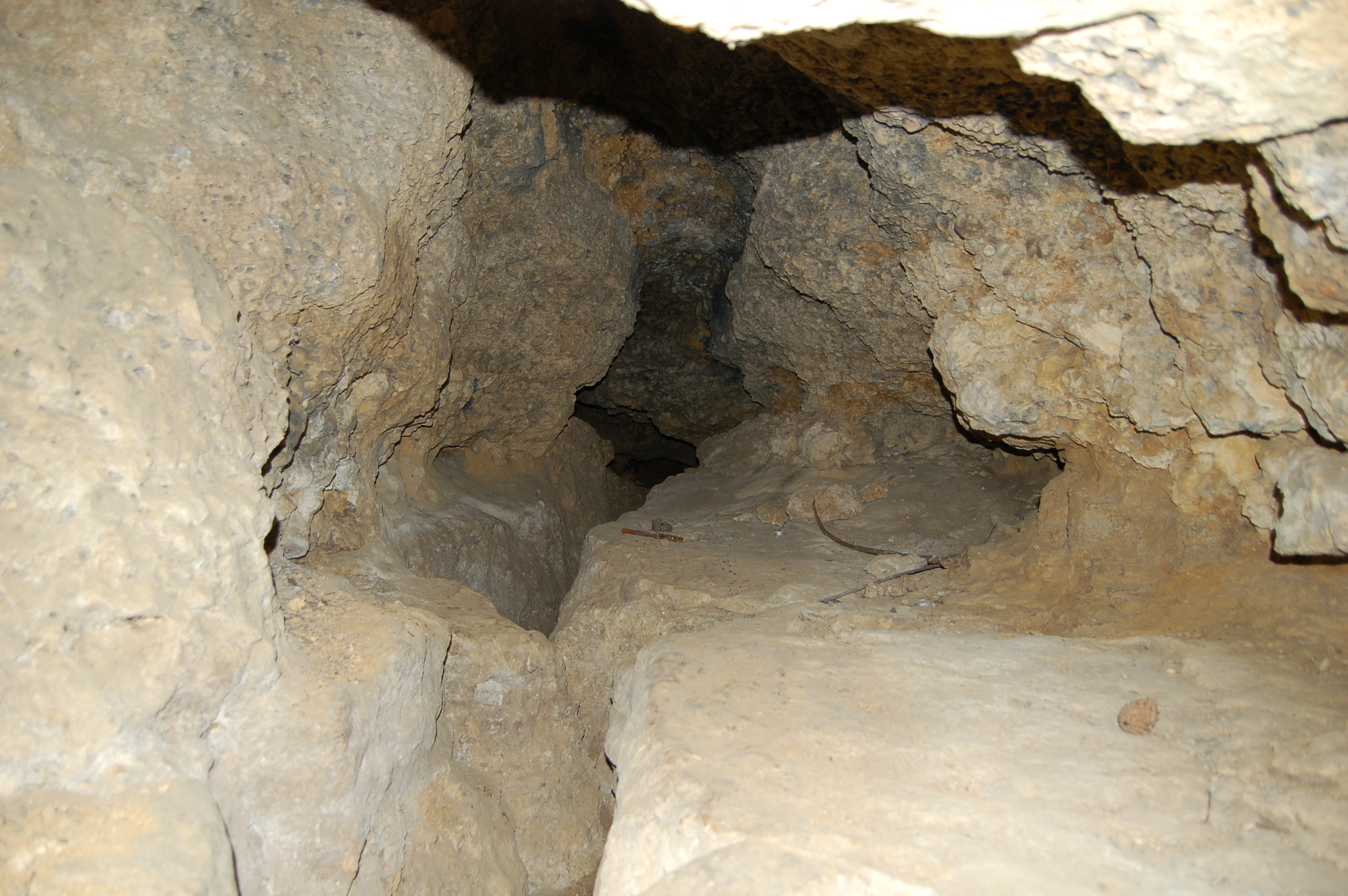
Innensicht

Die Räuberhöhle liegt im südlichen Niederösterreich am Rande des Steinfeldes nördlich von Neunkirchen im Mollramer Wald. Die Höhle befindet sich südlich der Landesstraße von Mollram nach Raglitz-Tiefental auf einer Höhe von 400 m ü. A.
Die Räuberhöhle hat die Katasternummer 1861/12.
Ein kleinräumiger Höhlengang mit kurzem Seitenast führt 12 Meter lang in den Berg hinein und endet schlufartig, das Gestein, in dem sich die Höhle befindet, ist zum Großteil Rohrbacher Konglomerat.